# Los Alamos, Nova Mehika
Los Alamos je naselje, ki stoji v okrožju Los Alamos v ameriški zvezni državi Nova Mehika. 
Leta 2000 je imelo 11.909 prebivalcev in 28,1 km² površine (naselje nima nobenih vodnih površin).
Naselje je najbolj znano po tem, da tu domuje Narodni laboratorij Los Alamos, ki so ga ustanovili med drugo svetovno vojno za potrebe projekta Manhattan, ki je delal na razvoju prve atomske bombe.